# پوگو (آلاباما)
پوگو (به انگلیسی: Pogo) یک منطقهٔ مسکونی در ایالات متحده آمریکا است که در آلاباما واقع شده‌است. پوگو ۱۶۰٫۹۴ متر بالاتر از سطح دریا واقع شده‌است.